# Begijnenvest (Brugge)
De Begijnenvest is een straat in Brugge, die deel uitmaakt van de tweede middeleeuwse omwallingsgracht.

## Beschrijving
De Begijnenvest is het deel van de stadsvestingen dat loopt nabij het Begijnhof.
Het Begijnhof bestond al in 1244 en rond die tijd werden de stadsvestingen die er aan paalden, aangelegd.
De Begijnenvest loopt vanaf het Begijnhof en het Wijngaardplein, langs het Minnewater tot aan de Minnewaterbrug en de Poertoren. Daar draait ze rechts weg en loopt tot aan de Boeveriestraat. Door de aanleg van de Ringweg (R30) is het stukje bij de Boeveriestraat geïsoleerd geraakt van het overige deel van de Begijnenvest.
De gronden tussen het Begijnhof en de tweede omwalling werden eeuwenlang als blekerijgrond en moestuin gebruikt. Pas in de tweede helft van de 19de eeuw werden ze aangewend voor de bouw van een nieuw ziekenhuis, de Minnewaterkliniek. Rond dezelfde periode kregen de aanpalende vestingen hun huidig uitzicht. De hele Begijnenvest werd aan de kant van het ziekenhuis ommuurd. De vesting werd een breed wandelpad, dat beplant werd met bomen. Men had het al vlug in de volksmond over de 'Begijnenvest' of 'Bagieneveste' en omstreeks 1830 werd dit de officiële naam.
De Begijnenvest loopt langs de muur die rondom de achterzijde loopt van de Minnewaterkliniek. Op de andere kant van de vest staat een perkje met een borstbeeld van de Brugse beeldhouwer Hendrik Pickery. Vlak bij de Poertoren ligt het wat lager gelegen Poertorenpark, dat parallel ligt met de Begijnenvest.

## Buiten Begijnenvest
Er is ook een Buiten Begijnenvest, aan de overkant van de walgracht, die loopt van de Vaartdijkstraat tot aan de Koning Albert I-laan en deel uitmaakt van de stadsring R30.

## Literatuur

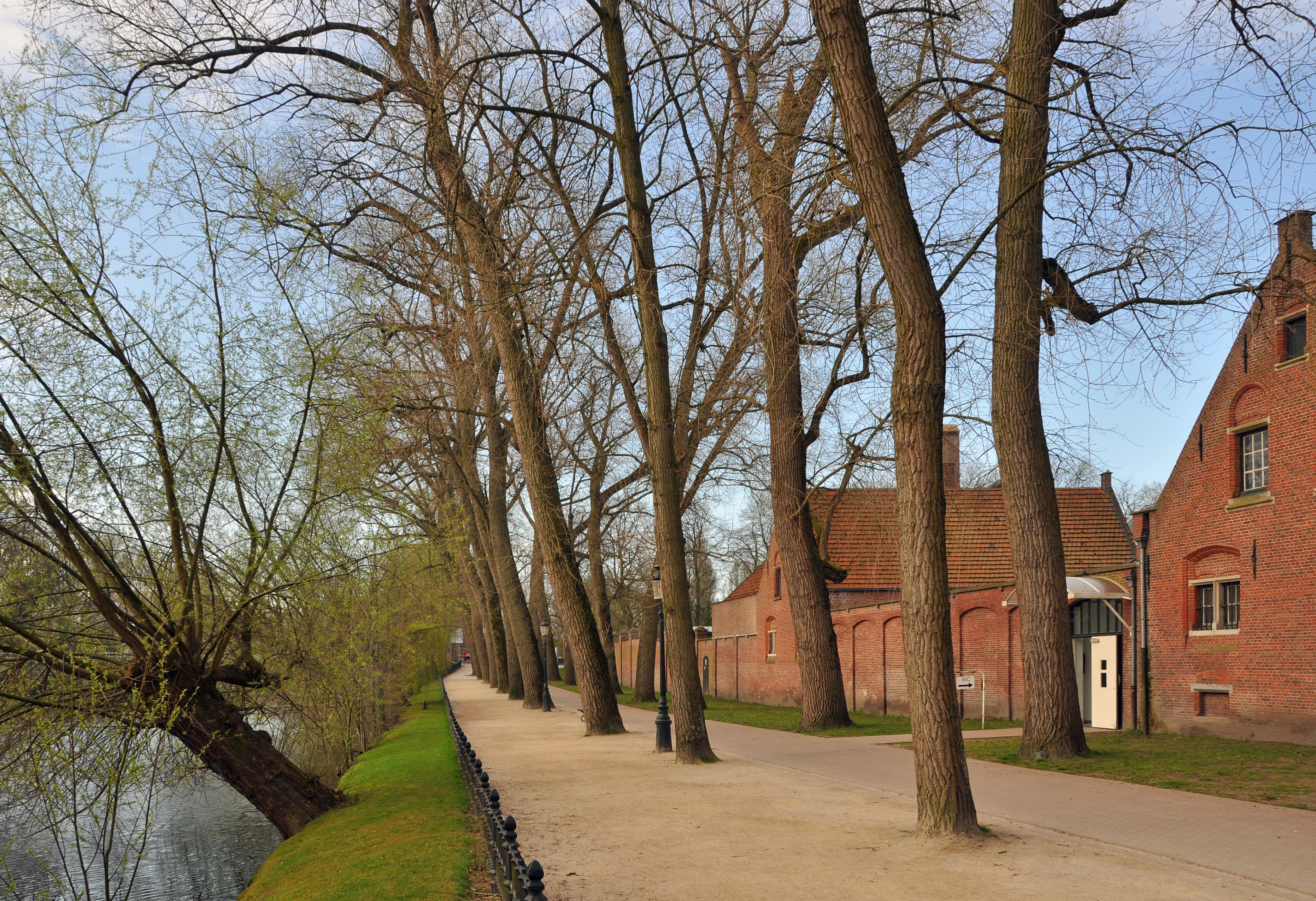
De Begijnenvest langs het Minnewater
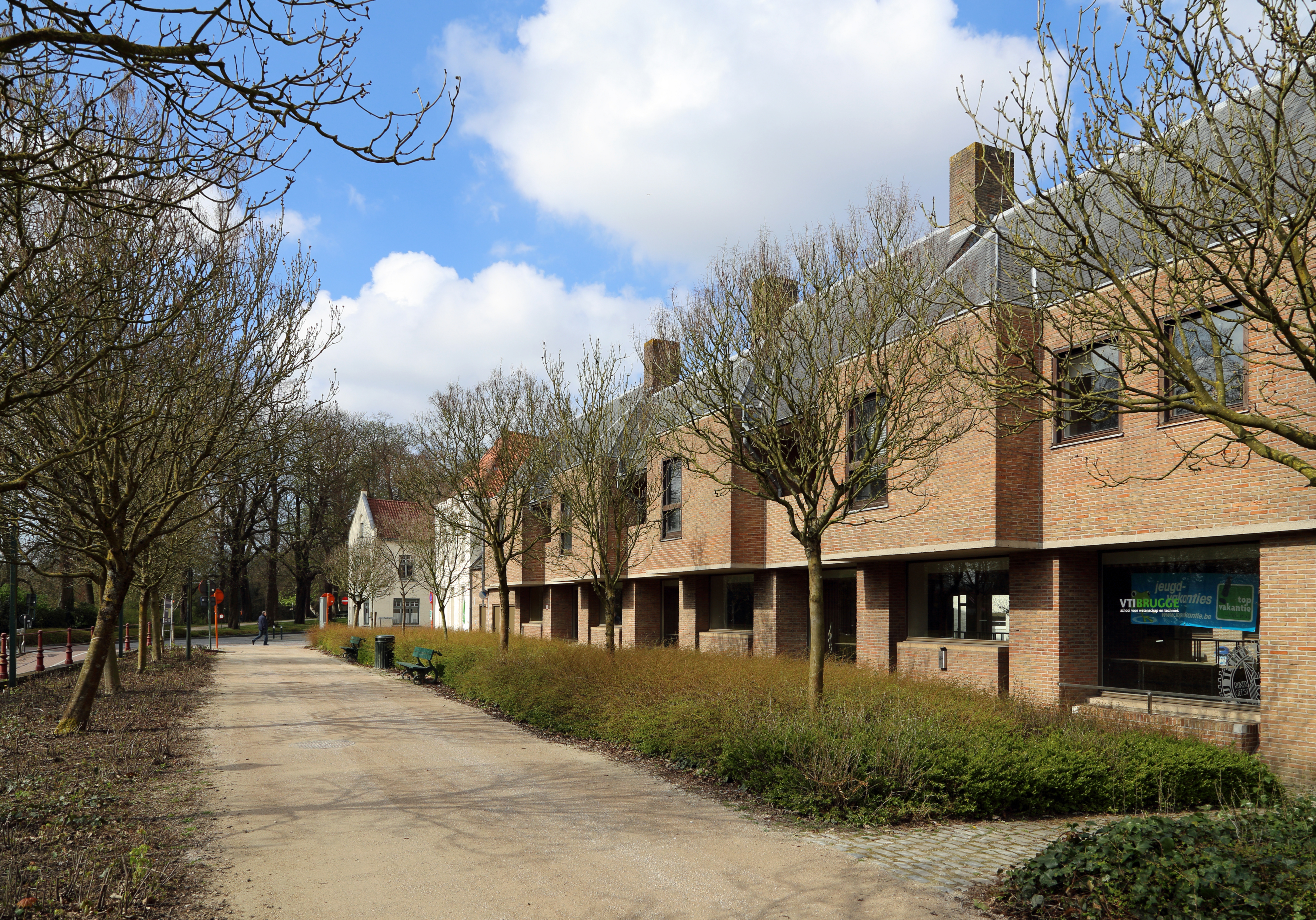
Het stukje Begijnenvest bij de Boeveriestraat
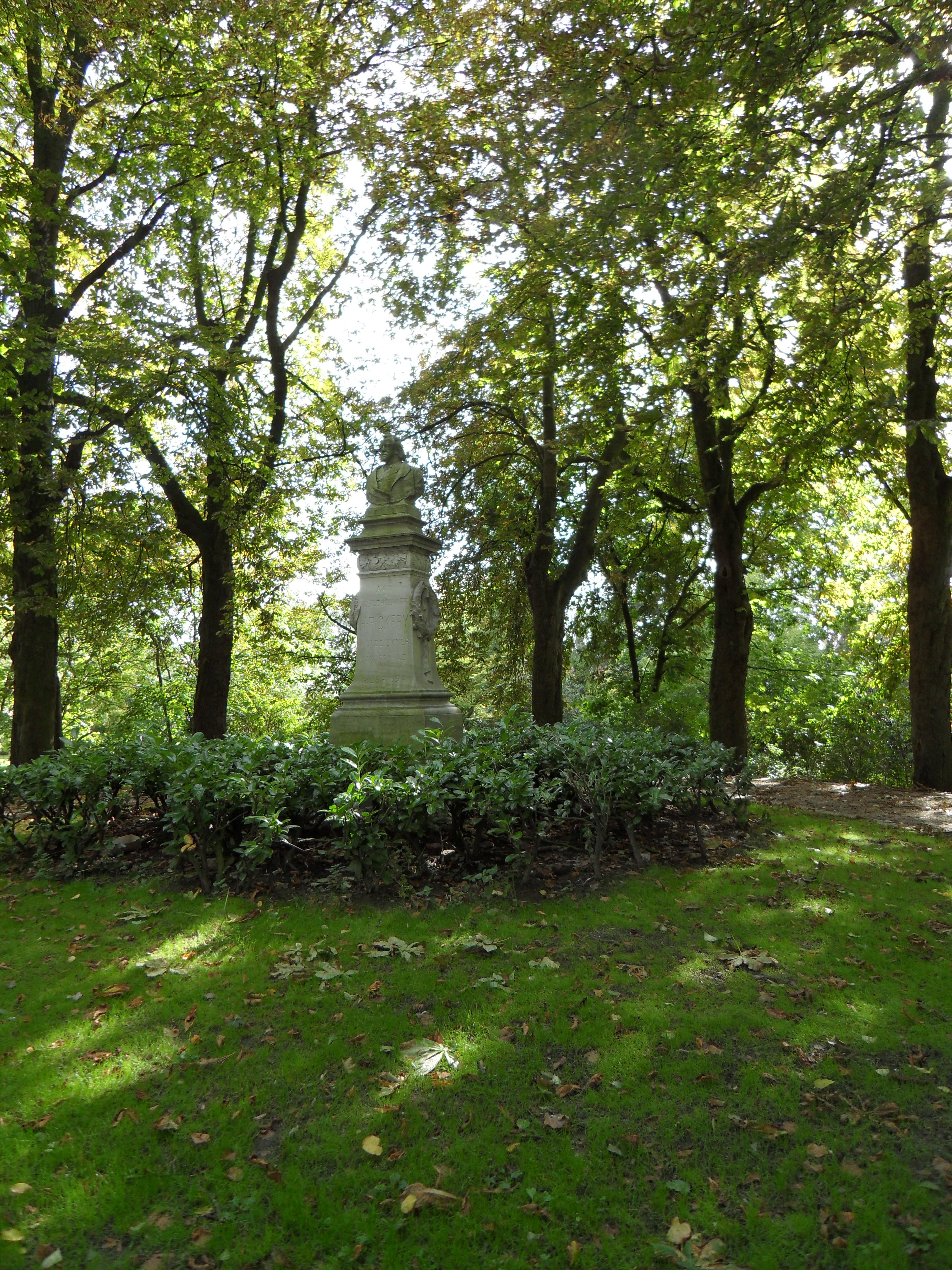
Het borstbeeld ter ere van Hendrik Pickery, op de Begijnenvest
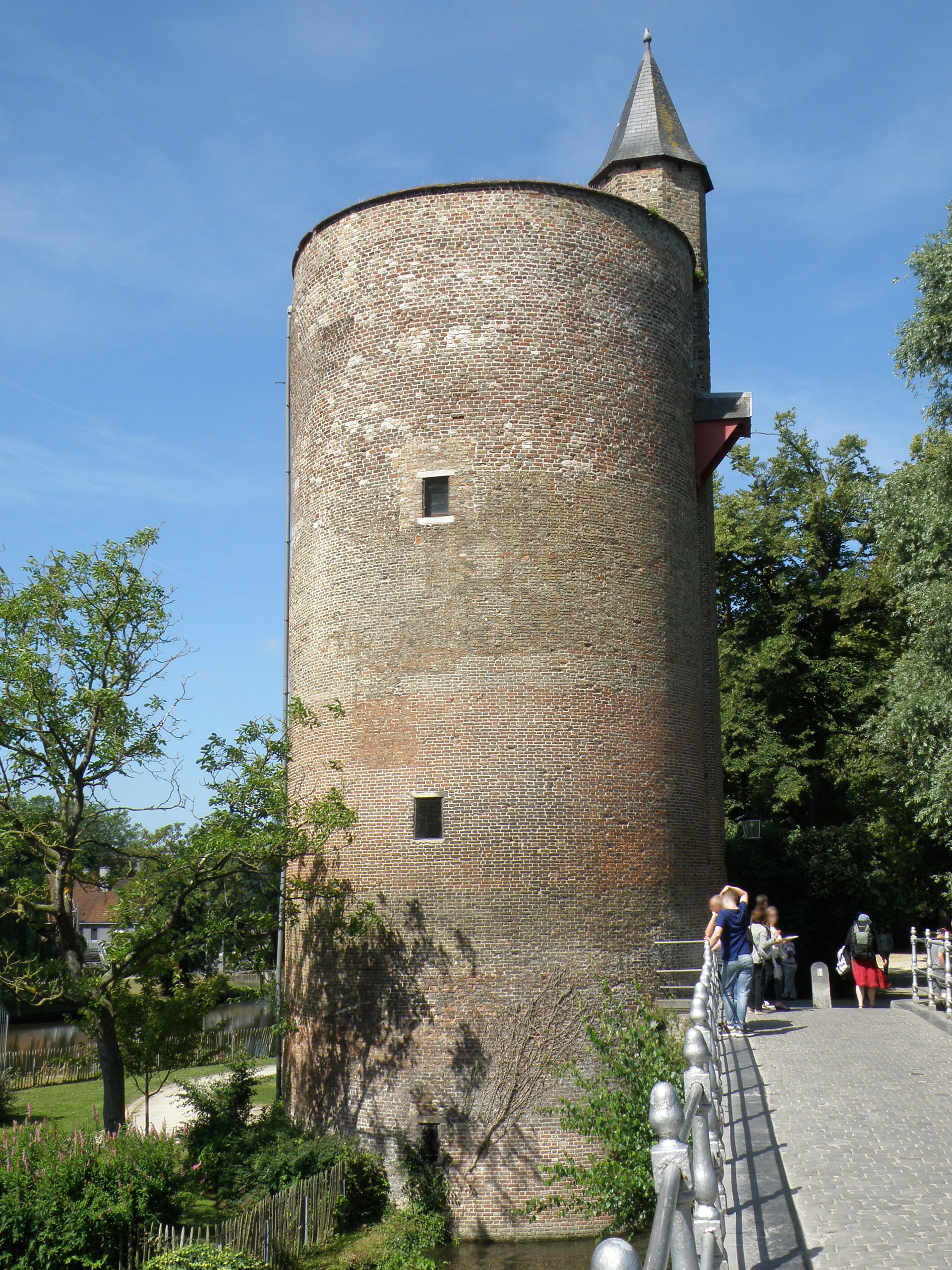
De Poertoren